# Robert Zoller
Robert Zoller (Mount Vernon (New York), 27 januari 1947) is een van de belangrijkste vertegenwoordigers en promotors van een terugkeer naar de klassieke, middeleeuwse westerse astrologie. Samen met Olivia Barclay stond hij aan de wieg van een nieuwe astrologische beweging die de oude middeleeuwse astrologen in eer wil herstellen door hun geschriften te bestuderen en uit te geven. 
Hij behaalde een B.A. aan het Institute for Medieval and Renaissance Studies, gevestigd in het City College in New York. Hij maakte sinds de jaren 1970 vertalingen van Latijnse teksten van  Guido Bonatti (diens Liber Astronomiae) en andere middeleeuwse astrologen. Hij is nu het hoofd van the Academy of Medieval and Predictive Astrology en geeft lezingen doorheen de Verenigde Staten, Canada, Nieuw-Zeeland, Australië, het Verenigd Koninkrijk en Ierland. 

## Bron
- Interview met Robert Zoller, gepubliceerd in The Traditional Astrologer, Nr. 19, januari 2000